# فريدي بورنس
فريدي بورنس (بالإنجليزية: Freddie Burns)‏ هو لاعب اتحاد الرغبي بريطاني، ولد في 13 مايو 1990 في باث في المملكة المتحدة.

## وصلات خارجية
- فريدي بورنس على موقع دوري الرغبي الممتاز (الإنجليزية)
- فريدي بورنس عل موقع إسبنسكروم (الإنجليزية)
- فريدي بورنس على موقع ItsRugby.co.uk (الإنجليزية)